# John Fenn
John Bennett Fenn (New York, 1917. június 15. – Richmond, Virginia, 2010. december 10.) amerikai kémikus, 2002-ben megkapta a kémiai Nobel-díjat.

## Művei
- John B. Fenn, Engines, Energy, and Entropy – a Thermodynamics Primer, 1982, San Francisco, ISBN 0-7167-1281-4